# Ruby Payne-Scott
Ruby Violet Payne-Scott (Grafton (New South Wales), 28 mei 1912 – Mortdale, 25 mei 1981) was een Australische pionier in radiofysica en radioastronomie. Zij was de eerste vrouwelijke radioastronoom.

## Jeugd
Ruby Payne-Scott was de dochter van Cyril Payne-Scott en Amy Neale en groeide op in Grafton, een stadje aan de rivier de Clarence, ruim 600 km ten noordnoordoosten van Sydney en niet ver van de oostkust. Op haar negende ging zij bij haar tante in Sydney wonen om naar de Penrith Public Primary School te kunnen gaan (1921–’24), en vervolgens naar de Cleveland-Street Girls' High School (1925–’26), waarna ze haar middelbareschoolopleiding afrondde aan de Sydney Girls High School.
Met twee beurzen ging ze natuurkunde, scheikunde, wiskunde en plantkunde studeren aan de Universiteit van Sydney. Haar BSc behaalde zij in 1933 en ze was daarmee de derde vrouw die aan deze universiteit afstudeerde in natuurkunde. In 1936 voegde ze er een MSc in natuurkunde aan toe en twee jaar later verkreeg zij haar lesbevoegdheid.

## Wetenschappelijke carrière
In aansluiting op haar Master deed Payne-Scott in 1936 samen met William H. Love onderzoek aan het Cancer Research Laboratory van de Universiteit van Sydney. Zij ontdekten daarbij dat het magnetisme van de aarde weinig of geen effect heeft op de lichamelijke processen in wezens op aarde. Deze conclusie trokken zij uit hun proeven met kippenembryo's, die waren uitgebroed in diverse magnetische velden (tot 5000 keer zo krachtig als dat van de aarde) en geen  waarneembare verschillen vertoonden. Enkele decennia eerder werd alom aangenomen dat het magnetisch veld van de aarde substantieel invloed uitoefende op de mens.
Na dit onderzoek werkte ze ruim een jaar als docent op de middelbare St.Peter's Woodlands Grammar School in Glenelg. Payne-Scott stapte vervolgens over naar de firma AWA – Amalgamated Wireless (Australasia) - een vooraanstaande Australische elektronicafabrikant en exploitant van tweeweg radiocommunicatiesystemen. Hoewel zij oorspronkelijk was aangenomen als bibliothecaresse, leidde ze al snel het meetlaboratorium en deed zij elektrotechnisch onderzoek. In augustus 1941 verliet Payne-Scott AWA, omdat ze ontevreden was over haar onderzoeksfaciliteiten.

## Bijdragen aan radar- en radioastronomie

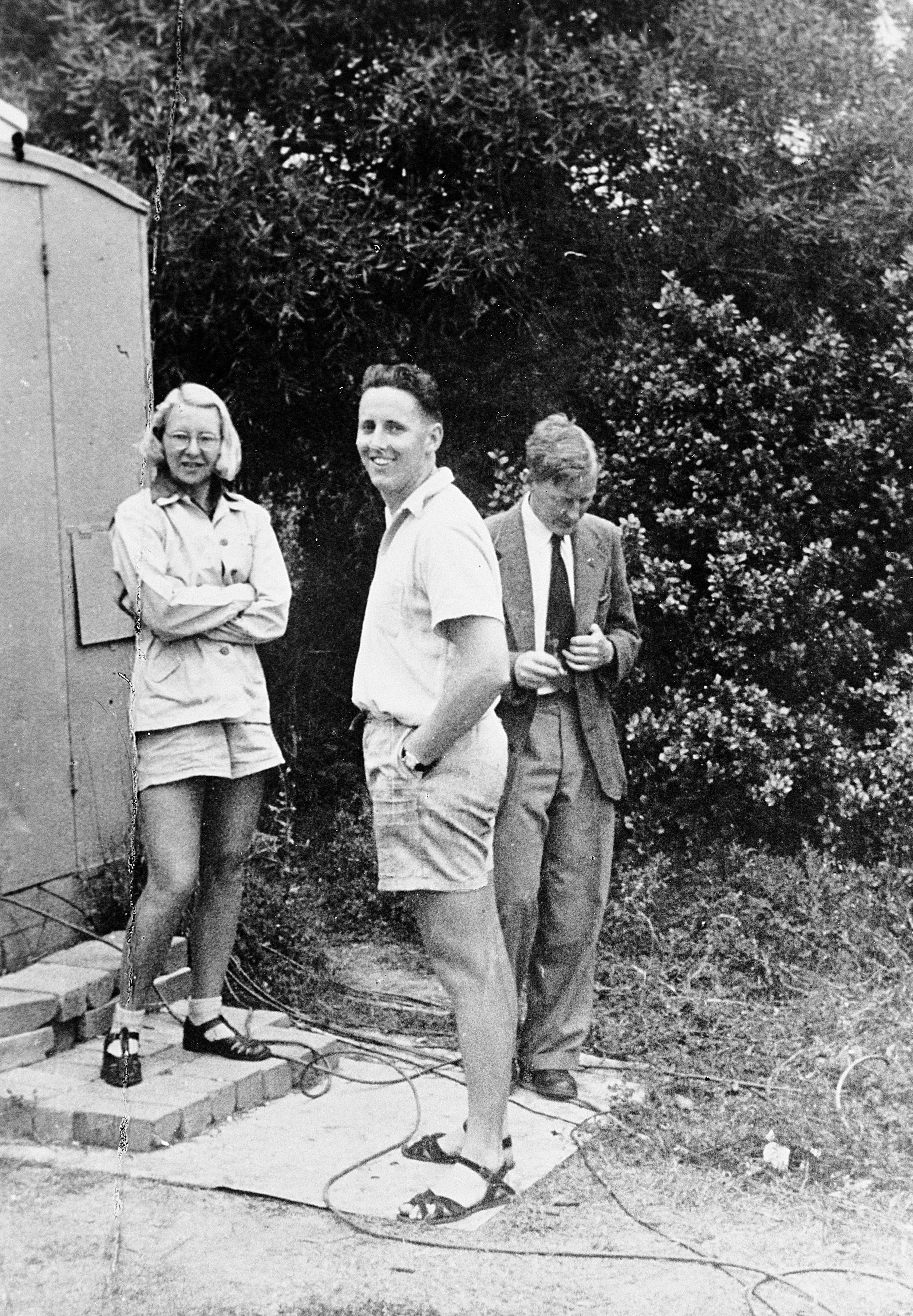
Ruby Payne-Scott, rond 1948, samen met Alec Little (midden) en Wilbur Norman Christiansen in het veldstation van de Potts Hill Reservoir (New South Wales) Divisie van Radiophysics

Toen de Tweede Wereldoorlog zo’n twee jaar woedde, trad Payne-Scott – op 18 augustus 1941 – in dienst van de Australische overheid, bij het Radiophysics Laboratory van de Commonwealth Scientific and Industrial Research Organisation (CSIRO). Tijdens de rest van de oorlog hield zij zich bezig met geheim onderzoek naar radartechnologie en werd gaandeweg de Australische expert op het gebied van vliegtuigdetectie met behulp van Plan Position Indicator (PPI) beeldschermen. Na de oorlog publiceerde ze een lijvig rapport over factoren die de zichtbaarheid op PPI-schermen beïnvloeden. Daarnaast leverde zij belangrijke bijdragen aan prototypes van radarsystemen die werken binnen de 25 cm L-band; ze zorgde daarmee voor significante verbeteringen.
Tijdens de verschuiving van de focus binnen het Radiophysica Lab van het ontwikkelen van radarsystemen naar een toepassing ervan voor wetenschappelijke doeleinden, leverde zij een belangrijke bijdrage. Payne-Scotts expertise in zowel de natuurkunde als de elektrotechniek onderscheidde haar van haar collegae, van wie de meesten geen natuurkundeopleiding hadden. In oktober 1945 diende zij samen met Joe Pawsey en Lindsay McCready een concept voor een artikel in bij Nature waarin een verband werd gelegd tussen zonnevlekken en verhoogde radio-emissies van de zon.
In december 1945 schreef ze een samenvatting van "alle beschikbare kennis en metingen" bij het Radiophysics Lab. Naar aanleiding daarvan deed zij een voorstel voor toekomstig onderzoek dat "de denkrichting voor de groep bepaalde".
Payne-Scott, McCready en Pawsey gebruikten in februari 1946 de zeekliffen bij hun observatieplaatsen om de eerste radio-interferometrie voor astronomische observaties uit te voeren. Hun waarnemingen bevestigden dat de intense ‘radiouitbarstingen’ afkomstig waren uit de zonnevlekken zelf. Daarnaast was hun artikel het eerste dat de suggestie aandroeg voor toepassing van fourier-synthese in de radioastronomie, een idee dat vooruit liep op de toekomst van de apertuursynthese in dit veld.
Van 1946 tot 1951 concentreerde zij zich op deze 'uitbarstingen’ van radio-emissies van de zon. Aan haar wordt de ontdekking van Type I- en III-uitbarstingen toegeschreven. Daarnaast heeft zij gegevens verzameld die beduidend hebben bijgedragen aan het karakteriseren van Type II en IV. Als onderdeel van dit werk ontwierp en bouwde ze samen met Alec Little een nieuwe ‘swept-lobe’ interferometer die elke seconde een kaart kon tekenen van de emissiesterkte en polarisatie van zonnestraling. De kaarten werden automatisch opgenomen door een filmcamera, zodra de emissie een bepaalde intensiteit bereikte.

## Burgerleven

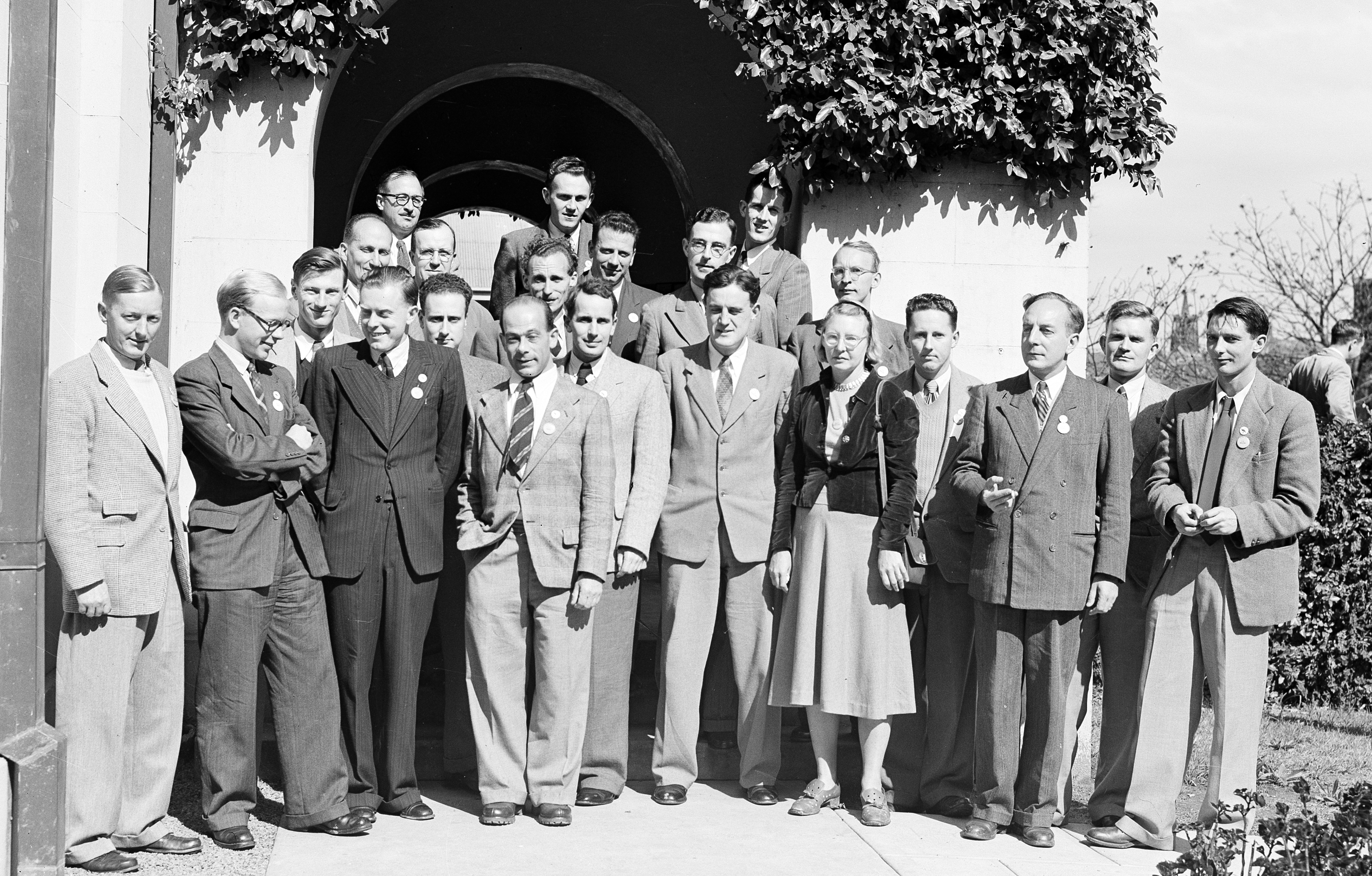
Deelnemers aan de International Union of Radio Science-conferentie aan de Universiteit van Sydney (1952). Payne-Scott staat op de voorste rij.

Met haar besluit om haar baan op te zeggen toen zij zwanger was, stokte de wetenschappelijke carrière van Payne-Scott in 1951; destijds bestond zwangerschapsverlof nog niet. Maar in augustus van het volgende jaar nam zij deel aan de 10e Algemene Vergadering van de International Union of Radio Science op de Universiteit van Sydney. Het was haar laatste ‘wapenfeit’ in de astronomie, want in de periode 1963-1974 gaf Ruby Payne-Scott weer les op een middelbare school, ditmaal aan de Danebank School, gelegen in een zuidelijke buitenwijk van Sydney.

## Privéleven
Payne-Scott was atheïst, feminist en een pleitbezorger voor vrouwenrechten. Op enig moment is zij zelfs lid geweest van de Communistische Partij van Australië. Naar aanleiding van dat lidmaatschap heeft de Australische geheime dienst, Australian Security Intelligence Organisation (ASIO), een substantieel bestand omtrent haar activiteiten aangelegd.
Naast dit sociaal engagement was Payne-Scott een gepassioneerd bushwalker, een kattenliefhebber en had zij hobby in breien.
Ruby Payne-Scott huwde in 1944 in het geheim William ("Bill") Holman Hall – die geheimzinnigheid kwam voort uit het feit dat de Commonwealthregering op dat moment een wetsvoorstel had ingediend, waarin werd bepaald dat getrouwde vrouwen geen vaste positie binnen de ambtenarij konden bekleden. Zij bleef voor CSIRO werken, maar zweeg over haar huwelijkse staat; totdat in het kader van de in 1949 hernieuwde regelgeving binnen CSIRO haar huwelijk aan de orde werd gesteld. Hieruit vloeide het jaar daarna een verhitte briefwisseling voort tussen Payne-Scott en de veterinair Sir Ian Clunies Ross (voorzitter van CSIRO) over de status van getrouwde vrouwen op de werkplek. Slechts enkele maanden voordat haar zoon werd geboren, nam Payne-Scott ontslag.
Toen ze CSIRO had verlaten, kregen Bill Hall en zij twee kinderen. Peter Gavin Hall is inmiddels een wiskundige die in de theoretische statistiek en waarschijnlijkheidstheorie werkte. Fiona Margaret Hall is een Australisch kunstenares, die zich heeft toegelegd op de artistieke fotografie en het beeldhouwen.
Tegen het einde van haar leven leed Payne-Scott aan de ziekte van Alzheimer. Zij overleed drie dagen voor haar 69e verjaardag in Mortdale (New South Wales), een zuidelijke buitenwijk van Sydney. In 2018 schreef The New York Times een verlaat in memoriam over haar, waarin werd uiteengezet hoe haar werk de basis legde voor een nieuw wetenschapsgebied, de radioastronomie.

## Eerbetoon
In 2008 erkende CSIRO Payne-Scotts bijdrage aan de wetenschap en riep de Payne-Scott Award in het leven, bedoeld voor "onderzoekers die terugkeren van gezinsgerelateerde loopbaanonderbrekingen".
De Danebank School organiseert jaarlijks een Ruby Payne-Scottlezing, "gegeven door uitstekende vrouwelijke wetenschappers op uiteenlopende vakgebieden".

## Publicaties
- "Moonlight on the Nepean", National Library of Australia, 29 december 1923, p. 4.
- "Relative intensity of spectral lines in indium and gallium". Nature, 131 (1933), 365–366.
- (Met W.H. Love) "Tissue cultures exposed to the influence of a magnetic field". Nature, 137 (1936), 277.
- "Notes on the use of photographic films as a means of measuring gamma ray dosage". Sydney University. Cancer Research Committee Journal, 7 (1936), 170–175.
- Payne-Scott, Ruby Violet (1936). The wave-length distribution of the acattered radiation in a medium traversed by a beam of x or gamma rays (MSc thesis). University of Sydney.
- The wavelength distribution of the scattered radiation in a medium traversed by a beam of X or gamma rays. British Journal of Radiology, N.S., 10 (1937), 850–870.
- (Met A. L. Green) "Superheterodyne tracking charts". II. A.W.A. Technical Review, 5 (1941), 251–274; Wireless Engineer, 19 (1942), 290–302.
- "A note on the design of iron-cored coils at audio frequencies". A.W.A. Technical Review, 6 (1943), 91–96.
- Eight unpublished classified technical reports at the Division of Radiophyiscs during World War II including Pawsey and Payne-Scott from 1944 : Measurements of the noise level picked up by an S-band aerial. CSIRO Radiophysics Laboratory Report, RP 209 (1944).
- "Solar and cosmic radio frequency radiation; survey of knowledge available and measurements taken at Radiophysics Laboratory to Dec. 1, 1945".  CSIRO Radiophysics Laboratory Report SRP 501/27 (1945).
- (Met J. L. Pawsey and L. L. McCready) "Radio-frequency energy from the sun". Nature, 157 (1946), 158.
- 'A study of solar radio frequency radiation on several frequencies during the sunspot of July–August 1946. CSIR Radiophyscis Laboratory Report, RPL 9 (1947).
- McCready, L.L., J.L. Pawsey, and Ruby Payne-Scott. "Solar radiation at radio frequencies and its relation to sunspots." Proceedings of the Royal Society of London. Series A. Mathematical and Physical Sciences 190.1022 (1947): 357–375.
- (Met D. E. Yabsley and J. G. Bolton) "Relative times of arrival of bursts of solar noise on different radio frequencies". Nature, 160 (1947), 256.
- "The visibility of small echoes on radar PPI displays". Proceedings of the Institute of Radio Engineers, 36 (1948), 180.
- "Solar Noise Records taken during 1947 and 1948". CSIR Radiophysics Laboratory Report. RPL 30 (1948).
- (Met L.L. McCready) "Ionospheric effects noted during dawn observations on solar noise". Terrestrial Magnetism and Atmospheric Electricity, 53 (1948), 429.
- "Bursts of solar radiation at metre wavelengths". Australian Journal of Scientific Research (A), 2 (1949), 214.
- "The noise-like character of solar radiation at metre wavelengths". Australian Journal of Scientific Research (A), 2 (1949), 228.
- "Some characteristics of non-thermal solar radiation at metre wave-lengths". Journal of Geophysical Research, 55 (1950), 233. (In collection of papers Summary of Proceedings of Australian National Committee of Radio Science, URSI, Sydney, 16–20 January 1950)
- (Met A. G. Little) "The position and movement on the solar disk of sources of radiation at a frequency of 97 Mc/s. I. Equipment". Australian Journal of Scientific Research (A), 4 (1951), 489.
- (Met A. G. Little)  "The positions and movement on the solar disk of sources of radiation at a frequency of 97 Mc/s II. Noise Storms".  Australian Journal of Scientific Research (A), 4 (1951), 508.
- (Met A. G. Little) "The position and movement on the solar disk of sources of radiation at a frequency of 97 Mc/s. III. Outbursts". Aust. J. of Scientific Research A, 5 (1952), 32.